# Ällsjön, Härjedalen
Ällsjön är en sjö i Härjedalens kommun i Härjedalen och ingår i Ljusnans huvudavrinningsområde. Sjön har en area på 0,129 kvadratkilometer och ligger 635,1 meter över havet. Sjön avvattnas av vattendraget Ällan.

## Delavrinningsområde
Ällsjön ingår i det delavrinningsområde (683900-140332) som SMHI kallar för Mynnar i Ällan. Medelhöjden är 688 meter över havet och ytan är 13,2 kvadratkilometer. Räknas de 2 avrinningsområdena uppströms in blir den ackumulerade arean 22,23 kvadratkilometer. Ällan som avvattnar avrinningsområdet har biflödesordning 5, vilket innebär att vattnet flödar genom totalt 5 vattendrag innan det når havet efter 305 kilometer. Avrinningsområdet består mestadels av skog (90 procent). Avrinningsområdet har 0,13 kvadratkilometer vattenytor vilket ger det en sjöprocent på 1 procent.